# 1-desoxi-D-xilulosa-5-fosfato
El 1-Desoxi-D-xilulosa-5-fosfato es un monosacárido de 5 átomos de carbono que actúa como intermediario en la ruta no mevalonato, siendo el producto de la catálisis llevada a cabo por la enzima DOXP sintasa.